# Mareil-le-Guyon
Mareil-le-Guyon – miejscowość i gmina we Francji, w regionie Île-de-France, w departamencie Yvelines.
Według danych na rok 1990 gminę zamieszkiwało 267 osób, a gęstość zaludnienia wynosiła 67 osób/km² (wśród 1287 gmin regionu Île-de-France Mareil-le-Guyon plasuje się na 947. miejscu pod względem liczby ludności, natomiast pod względem powierzchni na miejscu 750.).